# Copa EuroAmericana 2014
La Copa EuroAmericana 2014 fue la segunda edición del torneo internacional amistoso organizado por la empresa DirecTV. Contó con la participación de 13 equipos, 9 provenientes de América quienes son locales ante los cuatro equipos de Europa, los españoles Atlético de Madrid y Valencia, la Fiorentina italiano y el Mónaco que juega en la liga francesa, el torneo comenzó el 20 de julio y terminó el 2 de agosto de 2014.

## Formato de competencia
Los equipos americanos se enfrentan una vez a los equipos europeos, consagrándose campeón parcial el equipo vencedor y sumando un punto al continente del cual provienen. Una vez disputados los nueve partidos, se realizó un conteo general de puntos por continentes consagrando campeón aquel que más puntos hubiese conseguido.
El equipo ganador de cada partido del torneo recibió un trofeo de campeón parcial. En el último partido de la competición, el equipo que represente al continente ganador se llevará el trofeo original.

## Sedes
Las siguientes ciudades albergaran los partidos del torneo:
| La Plata                   | São Paulo         | Santiago de Chile               | Ciudad de México   |
| -------------------------- | ----------------- | ------------------------------- | ------------------ |
| Estadio Ciudad de La Plata | Estadio Pacaembú  | Estadio San Carlos de Apoquindo | Azteca             |
| Argentina                  | Brasil            | Chile                           | México             |
| Capacidad: 53.000          | Capacidad: 40.199 | Capacidad: 20.000               | Capacidad: 105.000 |
|                            |                   |                                 |                    |
| Miami                      | San José          | Lima                            | Barranquilla       |
| Marlins Park               | Buck Shaw Stadium | Estadio Nacional                | Roberto Meléndez   |
| Estados Unidos             | Estados Unidos    | Perú                            | Colombia           |
| Capacidad: 37.503          | Capacidad: 10.000 | Capacidad: 50.000               | Capacidad: 50.000  |
|                            |                   |                                 |                    |

## Equipos participantes
Los siguientes son los clubes que participarán en esta segunda edición 2014:
| Continente | País           | Equipo               |
| ---------- | -------------- | -------------------- |
| América    | Argentina      | Estudiantes          |
| América    | Brasil         | Palmeiras            |
| América    | Chile          | Universidad Católica |
| América    | Colombia       | Atlético Nacional    |
| América    | Colombia       | Junior               |
| América    | Estados Unidos | San Jose Earthquakes |
| América    | México         | América              |
| América    | Perú           | Alianza Lima         |
| América    | Perú           | Universitario        |
| Europa     | España         | Atlético de Madrid   |
| Europa     | España         | Valencia             |
| Europa     | Francia        | Mónaco               |
| Europa     | Italia         | Fiorentina           |

## Partidos
| 20 de julio de 2014, 17:00 (UTC-5) | Junior | 0:1 (0:1) | Mónaco       | Roberto Melendez, Barranquilla                                |                                                               |
|                                    |        | Reporte   | Berbatov 45' | Asistencia: 45 000 espectadores Árbitro(s): Hernando Buitrago | Asistencia: 45 000 espectadores Árbitro(s): Hernando Buitrago |

| 23 de julio de 2014, 19:00 (UTC-4) | Atlético Nacional       | 2:4 (0:3) | Mónaco                                                            | Marlins Park, Miami                                       |                                                           |
|                                    | Tréllez 63' · Pérez 88' | Reporte   | Martial 6' · Berbatov 16' · Fabinho 39' · Ferreira Carrasco 90+2' | Asistencia: 15 102 espectadores Árbitro(s): Mark Kadlecik | Asistencia: 15 102 espectadores Árbitro(s): Mark Kadlecik |

| 26 de julio de 2014, 15:00 (UTC-3) | Estudiantes | 0:1 (0:1) | Fiorentina | Estadio Ciudad de La Plata, La Plata                      |                                                           |
|                                    |             | Reporte   | Gómez 29'  | Asistencia: 12 000 espectadores Árbitro(s): Néstor Pitana | Asistencia: 12 000 espectadores Árbitro(s): Néstor Pitana |

| 26 de julio de 2014, 17:30 (UTC-5) | Alianza Lima                                                                                                   | 2:2 (2:0) (9:8 p.)         | Valencia                                                                                            | Estadio Nacional, Lima                                   |                                                          |
|                                    | Guevgeozián 13' · Montes 27'                                                                                   | Reporte                    | Alcácer 55' · Otamendi 60'                                                                          | Asistencia: 10 000 espectadores Árbitro(s): Manuel Garay | Asistencia: 10 000 espectadores Árbitro(s): Manuel Garay |
|                                    | | Tiros desde el punto penal | |                                                          |                                                          |
|                                    | Ibáñez · Aparicio · Trujillo · Uribe · Gonzales-Vigil · Kahn · Guizasola · Molina · Donayre · Forsyth · Ibáñez |                            | Alcácer · Otamendi · Gomes · Barragán · De Paul · Fuego · Ruiz · Robert · Gayà · Doménech · Alcácer |                                                          |                                                          |

| 27 de julio de 2014, 18:00 (UTC-7) | San Jose Earthquakes                               | 0:0 (3:4 p.)               | Atlético de Madrid                          | Buck Shaw Stadium, San José                                 |                                                             |
|                                    |                                                    | Reporte                    |                                             | Asistencia: 15 558 espectadores Árbitro(s): Ramón Hernández | Asistencia: 15 558 espectadores Árbitro(s): Ramón Hernández |
|                                    |                                                    | Tiros desde el punto penal |                                             |                                                             |                                                             |
|                                    | Stephenson · Cronin · Schuler · Francis · Barklage |                            | Siqueira · Gabi · Miranda · Suárez · Ñíguez |                                                             |                                                             |

| 29 de julio de 2014, 19:00 (UTC-4) | Universidad Católica | 1:0 (0:0) | Valencia | Estadio San Carlos de Apoquindo, Santiago                 |                                                           |
|                                    | Muñoz 89'            | Reporte   |          | Asistencia: 10 000 espectadores Árbitro(s): Enrique Osses | Asistencia: 10 000 espectadores Árbitro(s): Enrique Osses |

| 30 de julio de 2014, 17:00 (UTC-5) | América                                       | 0:0 (3:2 p.)               | Atlético de Madrid                                        | Estadio Azteca, Ciudad de México                                  |                                                                   |
|                                    |                                               | Reporte                    |                                                           | Asistencia: 40 000 espectadores Árbitro(s): Roberto García Orozco | Asistencia: 40 000 espectadores Árbitro(s): Roberto García Orozco |
|                                    |                                               | Tiros desde el punto penal |                                                           |                                                                   |                                                                   |
|                                    | Jiménez · Zúñiga · Velasco · Burón · González |                            | Gabi · Siqueira · Koke Resurrección · M. Suárez · Miranda |                                                                   |                                                                   |

| 30 de julio de 2014, 19:50 (UTC-3) | Palmeiras                     | 2:1 (2:0) | Fiorentina | Estadio Pacaembú, Sao Paulo                               |                                                           |
|                                    | Victor Luis 14' · Leandro 35' | Reporte   | Rossi 72'  | Asistencia: 20 285 espectadores Árbitro(s): Raphael Claus | Asistencia: 20 285 espectadores Árbitro(s): Raphael Claus |

| 2 de agosto de 2014, 17:00 (UTC-5) | Universitario | 0:1 (0:1) | Fiorentina    | Estadio Nacional, Lima                                           |                                                                  |
|                                    |               | Reporte   | Brillante 32' | Asistencia: 10 000 espectadores Árbitro(s): Victor Hugo Carrillo | Asistencia: 10 000 espectadores Árbitro(s): Victor Hugo Carrillo |

## Campeones

### Resultado del torneo
Victoria del continente europeo sobre América por un apretado cinco a cuatro, revalidando así el título del año anterior.
| América 4 | Europa 5 |

- Se proclaman campeones los equipos europeos: Mónaco, ACF Fiorentina, Atlético de Madrid y Valencia.

- El ACF Fiorentina recibió el Trofeo James & Thomas Hogg,[3] en representación de los clubes europeos. A los equipos Mónaco, Atlético de Madrid y Valencia se les entregó una réplica del trofeo.

### Campeones parciales
En cada encuentro el vencedor del partido recibe el Trofeo DirecTV de campeón, patrocinado por DIRECTV.